# Alfredo Rienzi
Alfredo Pablo Rienzi Bergalli (Montevideo, 4 de diciembre de 1955) es doctor en medicina uruguayo, especialista en medicina deportiva y fisiología del ejercicio.

## Biografía
Egresado como Doctor en Medicina de la Universidad de la República en el año 1983. Realiza posgrado en Medicina del Deporte, especializándose luego en la fisiología del ejercicio.
En el año 1980, ingersa como médico al Club Atlético Peñarol siendo director jefe del departamento médico desde el año 1985 hasta la fecha.
Es además el director de una de las más prestigiosas clínicas de deportología y rehabilitación de su país.
Entre 1985 y 1997 integró la Comisión Médica del Comité Olímpico Uruguayo en el área de diagnóstico, tratamiento y rehabilitación.
Actualmente es integrante del PANATHLON Club de Montevideo.
Ha realizado numerosas investigaciones sobre las consecuencias físicas de la práctica de deportes en alturas, asesorando al respecto al equipo Peugeot que compitió en el rally sudamericano en Cochabamba Bolivia, y a la selección uruguaya de fútbol en la disputa por las eliminatorias del Mundial 2006.
En la actualidad ha centrado sus investigaciones en la fisiología del ejercicio, realizando evaluaciones con métodos y tecnología de vanguardia.

## Carrera en Medicina
Es un referente en su especialidad para la región, siendo invitado a participar en numerosos congresos internacionales, entre ellos:
- Disertante en el Congreso Internacional de Fútbol y Medicina del Deporte con motivo del centenario del Club Atlético Boca Juniors. Buenos Aires – ARGENTINA. Año 2005
- Disertante en el 50.ª Congreso Chileno De Medicina del Deporte y 2ª Congreso Latinoamericano de Traumatología Deportiva. Santiago-CHILE. Año 2005
- International Football & Sports Medicine Conference Beverly Hills, California, USA.
- Ciclo de Conferencias de Medicina del Deporte en la Escuela superior de Educación Física de Porto Alegre. BRASIL
- Chairman - Verona-Ghirada Team Sport Conference, Italia. Junio de 2008
- Disertante en el II Simposio Virtual de Ciencias Aplicadas al Fútbol. Julio de 2008

Ha visitado también los más importantes centros médicos en su especialidad:
- Centre Européen de Rééducation du Sportif- CERS - Capbreton- FRANCE
- HEALTHSOUTH Centro de Medicina del Deporte y Rehabilitación en Birmingham-Alabama. USA
- Centro de Rehabilitación en MAFRE- Madrid- ESPAÑA